# Tachina flavopilosa
Tachina flavopilosa là một loài ruồi trong họ Tachinidae.